# Jerzy Waszyngton (obraz Gilberta Stuarta)
Jerzy Waszyngton (Athenaeum) – niedokończony obraz amerykańskiego malarza portrecisty Gilberta Charlesa Stuarta, znajdujący się obecnie w zbiorach Museum of Fine Arts w Bostonie.

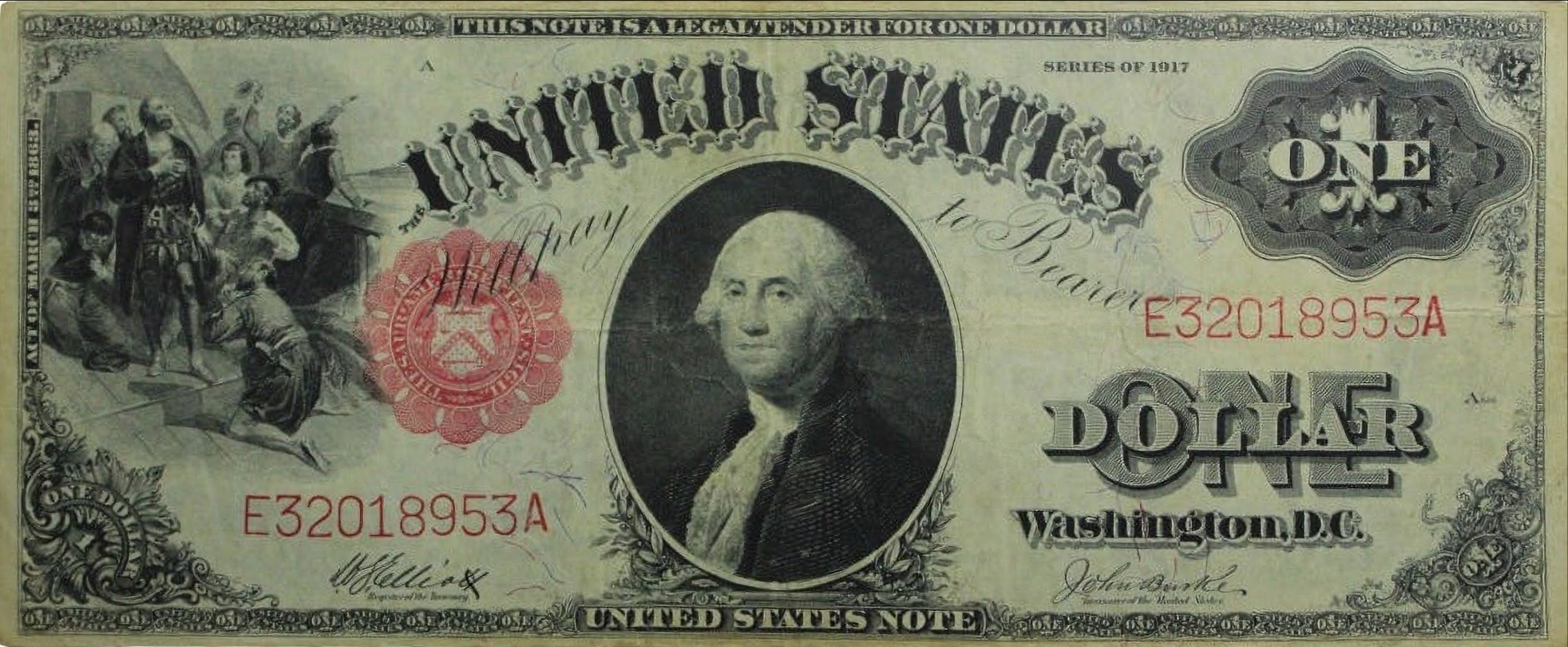
Dolar z 1918

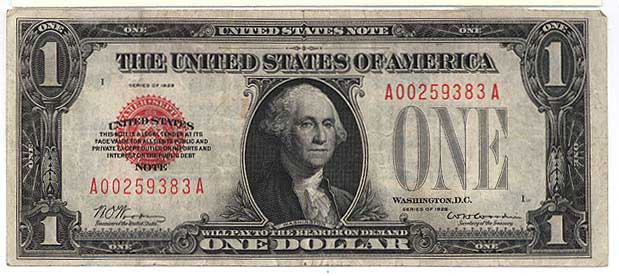
Dolar z 1928

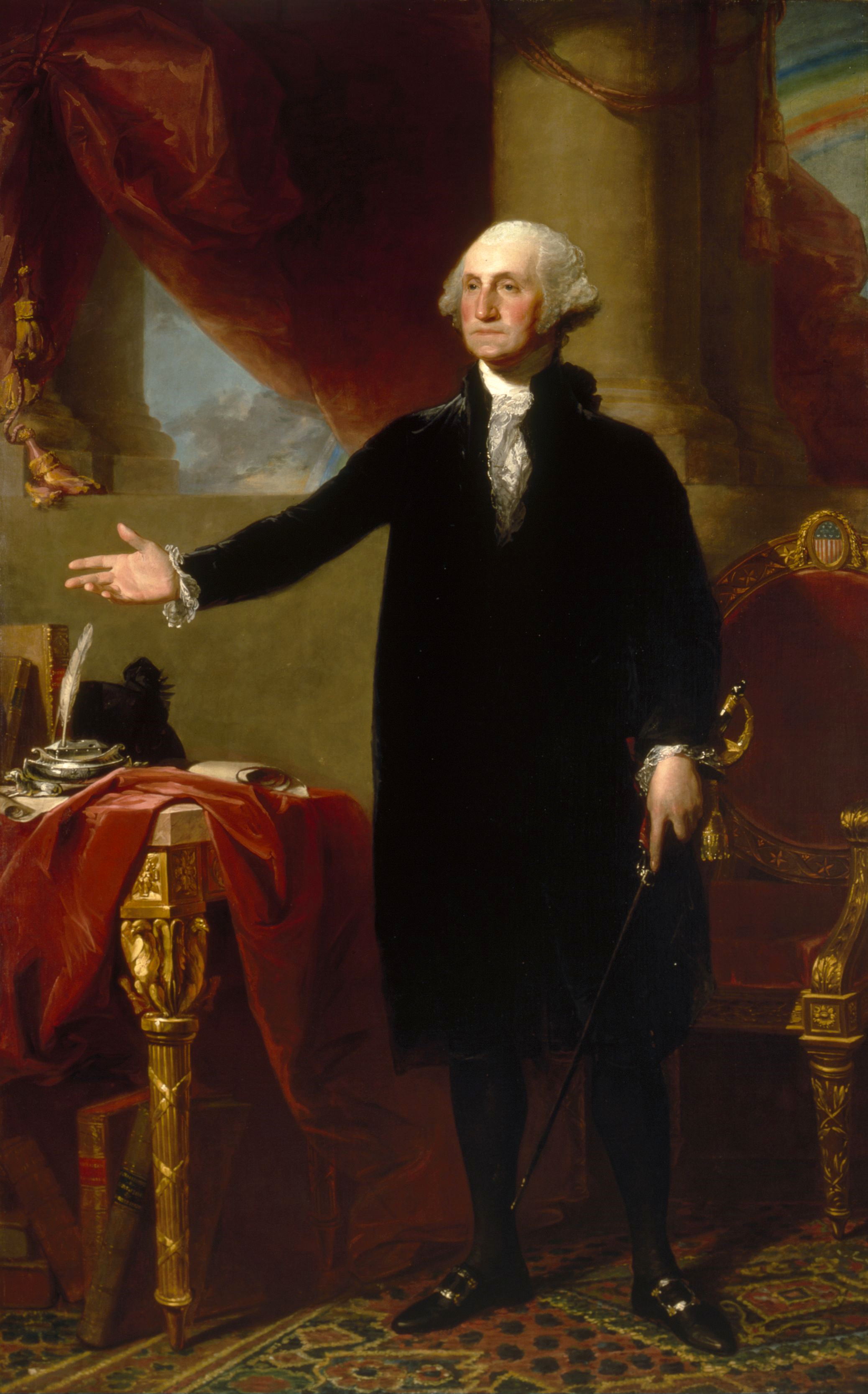
Portret Waszyngtona z 1796 roku

W 1792 roku Stuart, wraz z całą rodziną, powrócił z Anglii do Stanów Zjednoczonych. Głównym powodem była chęć sportretowania prezydenta USA Jerzego Waszyngtona. W tym celu zamieszkał w Filadelfii, ówczesnej siedzibie rządu federalnego, by łatwiej móc zbliżyć się do prezydenta. Za sprawą listu polecającego od sędziego Sądu Najwyższego Johna Jaya, udało mu się uzyskać zaproszenie na przyjęcie, na którym poznał Waszyngtona. W 1794 roku po raz pierwszy sportretował prezydenta, jednak zniszczył tę pracę, uważając ją za nieudaną.

## Opis obrazu
W 1796 roku Stuart ponownie podjął się namalowania Jerzego Waszyngtona z natury. Obraz powstał w jego pracowni w Germantown pod Filadelfią. Portret przedstawia sześćdziesięcioczteroletniego ówcześnie mężczyznę o wyraźnych rysach i godnej dumnej postawie. W rzeczywistości Waszyngton był bardzo niecierpliwym modelem; szybko się rozpraszał i był apatyczny. Dodatkowo Waszyngton miał problemy z protezą zębową, która powstrzymywała zapadnięcie się policzków, ale zmuszała jednocześnie do napinania warg i mięśni twarzy. Te problemy powodowały, iż Stuart musiał „upiększyć” portret i nadać mu rysy godne przywódcy państwa. Obraz nie został ukończony i za zgodą prezydenta pozostał w rękach malarza. Miał służyć jako wzór dla innych przyszłych kopii i stanowić zabezpieczenie finansowe dla rodziny; niezmieniony portret prezydenta namalowany z natury mógł mieć dużą wartość majątkową.

W 1805 roku Stuart chciał sprzedać obraz stanowi Massachusetts za kwotę tysiąca dolarów. Oferta została odrzucona i obraz pozostał w zbiorach malarza do jego śmierci w 1828 roku. Obraz został zakupiony przez Stowarzyszenie im. Waszyngtona w Bostonie i w 1831 roku sprezentowany bibliotece Boston Athenaeum, od którego portret zyskał swoją nazwę. Pomimo nieukończenia portretu, wizerunek prezydenta zyskał wielką sławę w Stanach Zjednoczonych. Amerykański krytyk Henry Theodore Tuckerman pisał:

Wydaje się, że istnieje jakaś osobliwa harmonia między tym zacnym wizerunkiem, tak majestatycznym, łagodnym i pogodnym, a doskonałością postaci i wyjątkowością przykładu Waszyngtona(...) Samokontrola, opanowanie, wytrzymałość, nieugięta odwaga, wierność słusznej, ale czasami rozpaczliwej sprawie, nadzieja w najgorszych kryzysach i pewien ton najwyższego uniesienia, połączona ze szczerą prostotą, lepiej ucieleśnione są w tak spokojnym, ujmującym wielkodusznością, pełnym godności i słodyczy, dojrzałym wizerunku, niż gdyby Waszyngtona sportretowano w mundurze czy melodramatycznej postawie.

## Portret Waszyngtona na znaczkach i banknotach
Już w 1861 roku po raz pierwszy portret Waszyngtona został wykorzystany na znaczkach pocztowych o nominale dziesięciu centów. Po raz kolejny można go było zobaczyć w emisjach z 1861, 1903 i 1954 roku. Na początku XX wieku portret wybrano, by zdobił amerykański banknot jednodolarowy. Prace nad przygotowaniem matrycy zlecono rytownikowi George’owi Friderickowi Cummingowi Smillie w 1917 roku. W 1918 roku lustrzane odbicie prezydenta znalazło się na jednodolarowym banknocie Rezerwy Federalnej. Do 1928 roku dzieło Stuarta pojawiło się na jednodolarowym banknocie Stanów Zjednoczonych w 1923 roku, jednodolarowym srebrnym certyfikacie w 1923 i 1928 roku oraz na znormalizowanym mniejszym banknocie w 1928 roku. Do 1995 roku mennica Stanów Zjednoczonych wydrukowała ponad sto miliardów jednodolarowych banknotów z portretem Waszyngtona autorstwa Stuarta, co czyni go prawdopodobnie najczęściej reprodukowanym obrazem na świecie.

## Inne wersje
W latach 1794–1796 Stuart namalował kilka wersji portretu Waszyngtona. Portret zwany „Vaughan” przedstawia popiersie Waszyngtona, „Lansdowne” to naturalnej wielkości stojący portret męża stanu. Artysta sprzedał wiele kopii tych portretów, które sporządzał wraz z córką i uczniami.

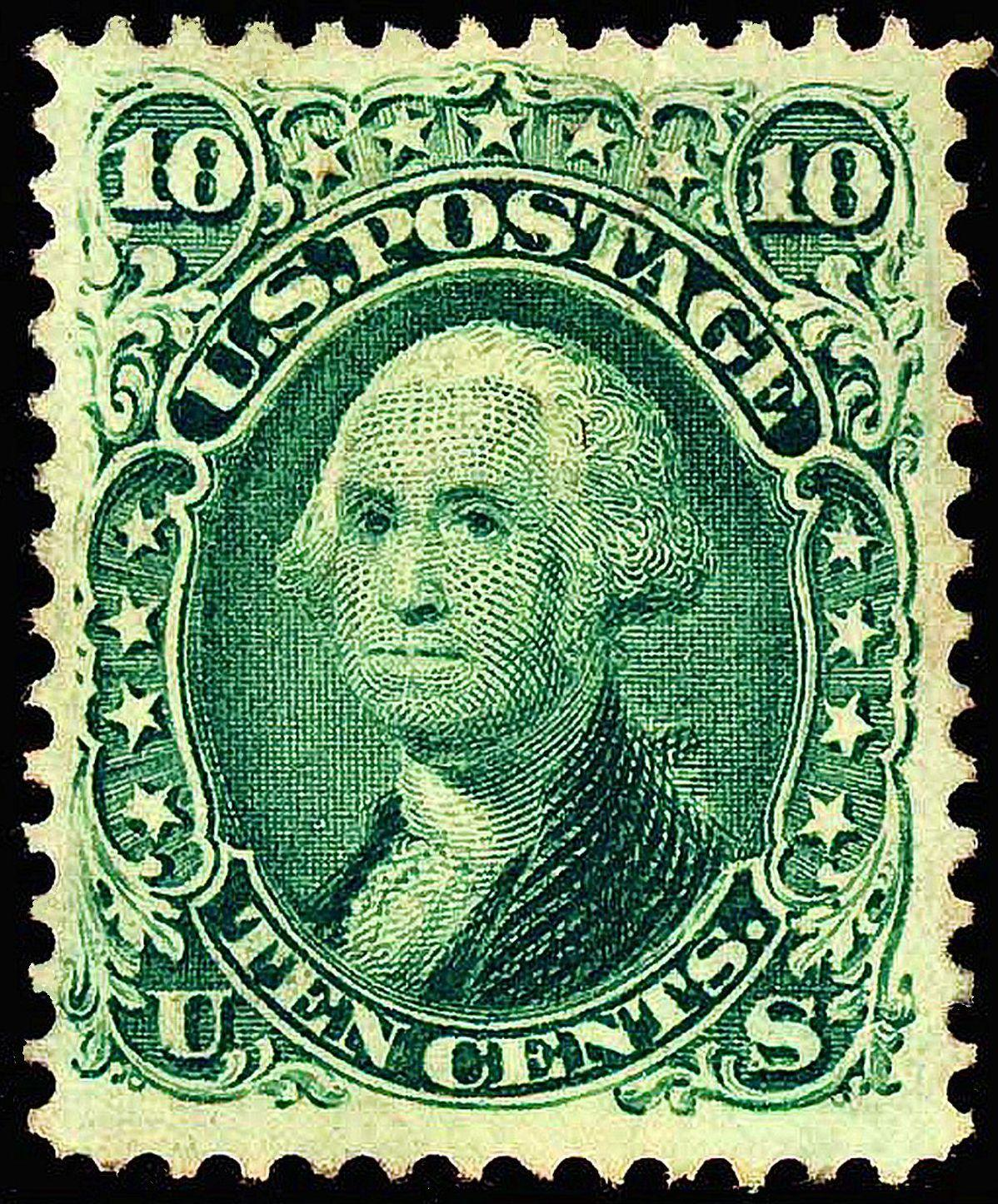
1861
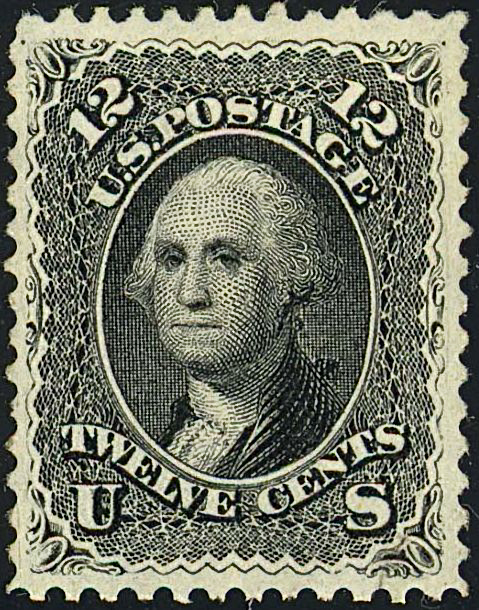
1861
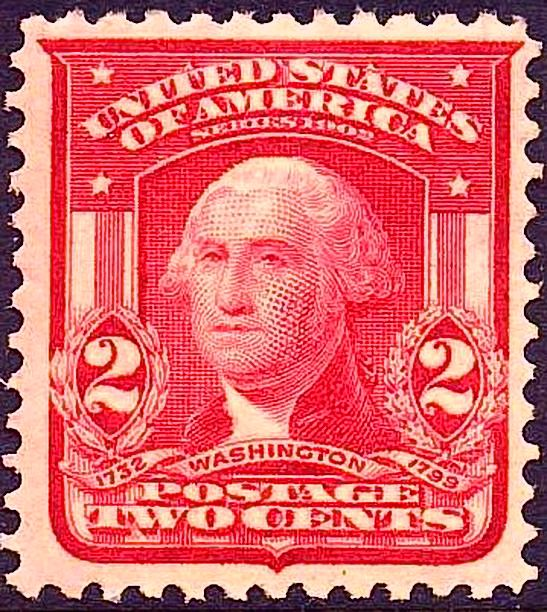
1903
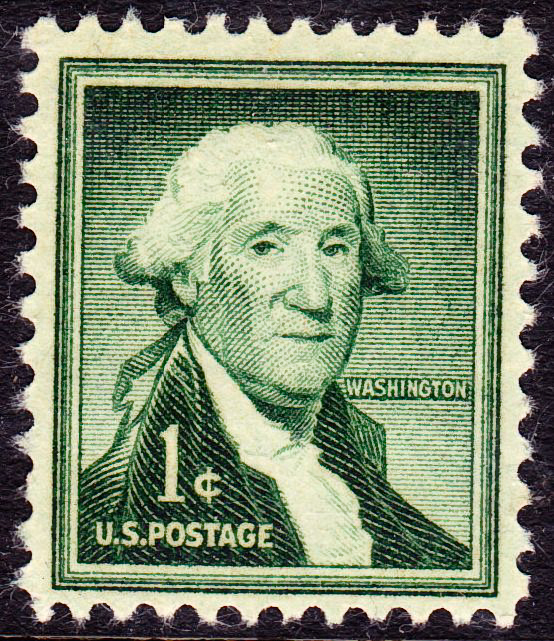
1954